# أنوتشينو
أنوتشينو (الروسية: Анучино) هي مدينة في مقاطعة بريمورسكي كراي في روسيا.